# 福岡県道435号内住篠栗線
福岡県道435号内住篠栗線（ふくおかけんどう435ごう ないじゅうささぐりせん）は、福岡県飯塚市から糟屋郡篠栗町に至る一般県道である。

## 概要
飯塚市内住から糟屋郡篠栗町大字篠栗に至る。
八木山峠に至る国道201号とショウケ越に至る福岡県道60号飯塚大野城線（通称「大野峠」）の間を結び、八木山バイパス通行止め時は当線と福岡県道60号飯塚大野城線が迂回路となる。

### 路線データ
- 起点：福岡県飯塚市内住（福岡県道60号飯塚大野城線交点）
- 終点：福岡県糟屋郡篠栗町大字篠栗（二瀬川交差点、国道201号交点）

## 地理

### 通過する自治体
- 飯塚市
- 糟屋郡篠栗町

### 交差する道路
| 交差する道路               | 市町村名 | 市町村名 | 交差する場所 | 交差する場所        |
| -------------------------- | -------- | -------- | ------------ | ------------------- |
| 福岡県道60号飯塚大野城線   | 飯塚市   | 飯塚市   | 内住         | 起点                |
| 国道201号 / 八木山バイパス | 糟屋郡   | 篠栗町   | 大字内住     | 城戸緊急退出路      |
| 国道201号                  | 糟屋郡   | 篠栗町   | 大字篠栗     | 二瀬川交差点 / 終点 |

### 交差する鉄道
- 篠栗線

### 沿線
- ショウケ越（起点付近）
- 篠栗四国八十八箇所（終点付近）
- 南蔵院（終点付近）